# Geórgia nos Jogos Olímpicos
A Geórgia participou pela primeira vez dos Jogos Olímpicos como país independente em 1994, e enviou atletas para competir em todos os Jogos Olímpicos de Verão e Jogos Olímpicos de Inverno desde então.
Antigamente, atletas georgianos competiram como parte da União Soviética de 1952 a 1988, e após a dissolução da União Soviética, a Geórgia fez parte do Time Unificado em 1992.
Atletas do país ganharam um total de 18 medalhas olímpicas, a maioria no Judô e nas Lutas.
O Comitê Olímpico Nacional da Geórgia foi criado em 1989 e reconhecido pelo Comitê Olímpico Internacional em 1993.

## Medalhistas
| Medalha           | Nome                 | Jogos        | Esporte        | Evento                             |
| ----------------- | -------------------- | ------------ | -------------- | ---------------------------------- |
| Medalha de bronze | Soso Liparteliani    | 1996 Atlanta | Judô           | Até 66 kg masculino                |
| Medalha de bronze | Eldar Kurtanidze     | 1996 Atlanta | Lutas          | Luta livre - 82-90 kg              |
| Medalha de bronze | Vladimer Chanturia   | 2000 Sydney  | Boxe           | Peso pesado                        |
| Medalha de bronze | Giorgi Vazagashvili  | 2000 Sydney  | Judô           | Men's half lightweight             |
| Medalha de bronze | George Asanidze      | 2000 Sydney  | Halterofilismo | Até 85 kg masculino                |
| Medalha de bronze | Eldar Kurtanidze     | 2000 Sydney  | Lutas          | Livre - 85-97 kg                   |
| Medalha de bronze | Akaki Chachua        | 2000 Sydney  | Lutas          | Greco-romana - 58-63 kg            |
| Medalha de bronze | Mukhran Vakhtangadze | 2000 Sydney  | Lutas          | Greco-romana - 76-85 kg            |
| Medalha de ouro   | Zurab Zviadauri      | 2004 Atenas  | Judô           | Até 90kg masculino                 |
| Medalha de ouro   | George Asanidze      | 2004 Atenas  | Halterofilismo | Até 85kg masculino                 |
| Medalha de prata  | Nestor Khergiani     | 2004 Atenas  | Judô           | Peso ligeiro masculino (até 60 kg) |
| Medalha de prata  | Ramaz Nozadze        | 2004 Atenas  | Lutas          | Greco-romana até 96 kg masculino   |
| Medalha de ouro   | Manuchar Kvirkelia   | 2008 Pequim  | Lutas          | Greco-romana até 74 kg masculino   |
| Medalha de ouro   | Irakli Tsirekidze    | 2008 Pequim  | Judô           | Até 90 kg masculino                |
| Medalha de ouro   | Revazi Mindorashvili | 2008 Pequim  | Lutas          | Livre até 84 kg masculino          |
| Medalha de bronze | Otar Tushishvili     | 2008 Pequim  | Lutas          | Livre até 66 kg masculino          |
| Medalha de bronze | George Gogshelidze   | 2008 Pequim  | Lutas          | Livre até 96 kg masculino          |
| Medalha de bronze | Nino Salukvadze      | 2008 Pequim  | Tiro           | Pistola de ar 10m feminino         |

## Quadro de Medalhas

### Medalhas por Jogos
| Jogos               | Ouro | Prata | Bronze | Total |
| 1994 Lillehammer    | 0    | 0     | 0      | 0     |
| 1996 Atlanta        | 0    | 0     | 2      | 2     |
| 1998 Nagano         | 0    | 0     | 0      | 0     |
| 2000 Sydney         | 0    | 0     | 6      | 6     |
| 2002 Salt Lake City | 0    | 0     | 0      | 0     |
| 2004 Atenas         | 2    | 2     | 0      | 4     |
| 2006 Turim          | 0    | 0     | 0      | 0     |
| 2008 Pequim         | 3    | 0     | 3      | 6     |
| 2010 Vancouver      | 0    | 0     | 0      | 0     |
| Total               | 5    | 2     | 11     | 18    |

### Medalhas por Esporte
| Jogos          | Ouro | Prata | Bronze | Total |
| Lutas          | 2    | 1     | 6      | 9     |
| Judô           | 2    | 1     | 2      | 5     |
| Halterofilismo | 1    | 0     | 1      | 2     |
| Boxe           | 0    | 0     | 1      | 1     |
| Tiro           | 0    | 0     | 1      | 1     |
| Total          | 5    | 2     | 11     | 18    |